# 動態DNS
動態DNS（英語：Dynamic DNS，簡稱）是域名系统（DNS）中的一種自動更新名稱伺服器（Name server）內容的技術。根據互聯網的域名訂立規則，域名必須跟從固定的IP地址。但動態DNS系統為動態網域提供一個固定的名稱伺服器（Name server），透過即時更新，使外界用戶能夠連上動態用戶的網址。
這個術語被用來描述兩種不同的概念。在網際網路的管理層面來說，動態DNS更新是指建立一個DNS系統，能夠自動更新傳統的DNS記錄，而不需要手動編輯。這個機制在RFC 2136中被解釋，利用TSIG機制來提供安全性。
在用戶端來說，動態DNS提供了一個輕量化機制，讓本地DNS資料庫可以即時的更新。它能把互聯網域名指往一個可能經常改變的IP地址，讓經常改變位置及組態的裝置，能夠持續性的更新IP地址。令互聯網上的外界用戶可以透過一個大家知道的域名，連接到一個可能經常動態改變IP地址的機器。其中一个常用的用途是在使用動態IP地址連線（例如在每次接通連線就會被分配一個新的IP地址的撥號連線，或是偶爾會被ISP變更IP地址的DSL連線等）的電腦上運行伺服器軟件。
若要实现動態DNS，就需要將網域的“最大快取時間”設定在一個非常短的時間（一般為數分鐘）。此舉可避免外界用戶在缓存中保留了舊的IP地址，並且使每個新連線被建立時都會經過Name Server取得該機器的新地址。
各种機構都有大規模地提供動態DNS的服務。他們會利用数据库儲存使用者当前的IP地址，並會對使用者提供更新当前IP地址的方法。当一些"客戶"程式被安裝了之後，會在后台執行並每隔數分鐘檢查電腦的IP地址。當發現其IP地址有所變更，程式便會送出一個更新IP地址的請求至動態DNS的伺服器。有很多路由器和其他網路设备也在其韌體中包含了上述的功能。